# Papež Martin V.
Papež Martin V., rojen kot Ottone Colonna (tudi Oddone, Oton), je bil italijanski katoliški duhovnik, škof, kardinal in papež, * 1368, Genazzano (Lacij, Papeška država, † 20. februar 1431 Rim (Papeška država danes: Italija).

## Življenjepis
Papež Martin se je rodil (po mnenju zgodovinarjev 1368) v odlični rimski plemiški družini Colonna, ki je dala skozi zgodovino veliko - in sicer kar 23 - kardinalov, pa samo enega – torej njega – papeža. Znana je bila po podpiranju papežem nasprotne stranke gibelinov, in zato nihče od njenih pripadnikov ni računal na tako čast. 
V neki listini Bonifacija IX. s 25. januarja 1391 je omenjeno, da se je rodil med 25. januarjem 1369 in 25. januarjem 1370. Postal je »magister« in »notarius pape« »in vicesimo secundo etatis constitutus« (ko je vstopil v 22. leto starosti). Kost sin Agapita in Katarine r. Conti je pripadal k eni od najbolj vplivnih rimskih družin, vojaškemu krilu Colonnovih v Genanzzanu, ki je imel premoženja po mestih Genazzano, Cave, Capranica, San Vito in Pisoniano. Označba »notarius pape« (papežev pisar) je omenjena že v listini z 9. novembra 1389; »magister« pa na doktorat iz cerkvenega prava, ki ga je obiskoval po vsej verjetnosti v Perugii, kamor je hodila študirat večina rimske mladeži. 
Oto Colonna je bil pod Urbanom VI. kurijski protonotar, Inocenc VII. pa ga je 1405 imenoval za kardinala. 12. junija 1405 je postal kardinal-diakon pri S. Giorgio in Velabro. Sodeloval je pri volitvah Gregorja XII.  1407 in se skupaj s papežem zatekel v Angelski grad; papež mu je potem zaupal različne mirovne naloge kot papeškemu odposlancu, ki jih je uspešno opravil, saj je bil miroljubne in ljubeznive narave. Od 1408 do 1417 je bil kardinal-zavetnik reda Marijinih služabnikov (servi di Maria). 
29. junija 1408 se je skupaj z »rimskimi« kardinali sešel z »avinjonskimi« kardinali zaradi sklicevanja vesoljnega cerkvenega zbora, ki naj bi odpravil dvojno papeževanje, kar je privedlo do Pizanskega cerkvenega zbora . Tukaj je Oto zapustil Gregorja XII. in skupaj z drugimi 26. Junija 1409 izvolil Aleksandra V. , ki je Oddonovima bratoma Giordanu in Lorenzu prepustil upravo krajev Castro in Ripi. Koje Aleksander V. umrl, je v Bologni sodeloval 17. maja 1410  pri konklavu , ki je izvolil Janeza XXIII.; le-temu je bil zaradi svojih rimskih rodbinskih zvez v veliko oporo. Ker je podpiral pizanskega papeža, ga je rimski papež Gregor XII. 1411 izobčil in mu odvzel vse častne naslove ter nadarbine; prejel pa je obilo drugih od Janeza XXIII. Februarja 1411 ga je imenoval za generalnega vikarja v več okoliških mestih. Sledil je Janezu na Konstaški koncil, kakor tudi njegovemu begu v Sciaffuso 21. marca 1415; kmalu a se je vrnil v Konstanco, kjer je bil priča postopku zoper Janeza, povezanim s hudimi obtožbami in njegovo odstavitvijo.

## Papež
Janez XXIII. je na pritisk kralja – prihodnjega cesarja - Sigismunda končno le sklical ekumenski koncil v nemškem mestu Konstanci, ki je še bilo na kraljevem ozemlju; Janeza je podpirala italijanska večina, ki pa je izgubila svoj pomen, ko so lahko glasovali na koncilu le narodi – od katerih je imel vsak po en glas. Konstanški koncil je – kljub njegovemu pobegu – odstavil Janeza XXIII., ki se je papeštvu zaradi hudih obtožb moral odpovedati. Koncil je ponovno sklical Gregor XII. (rimska veja) – in mu s tem zagotovil zakonitost; obenem pa se je papeštvu tudi on odpovedal. Trmastega Benedikta XIII.  (avinjonska veja) – je koncil sicer odstavil, vendar je – tudi ko so ga zapustili dotlej zvesti Škotje in Španci – ki so poleg Angležev, Francozev, Nemcev in Italijanov tako postali peti narod na koncilu – vztrajal kot »papež brez Cerkve« v papeževanju vse do smrti 1423, ko mu je smrt iztrgala tiaro na utrjeni in nedostopniPeñíscoli. Tako je bila odprta pot za volitve novega, edinega in enotnega katoliškega papeža. 
11. novembra 1417 je bil torej v Konstanci ob Bodenskem jezeru  na Konstanškem koncilu končno izvoljen za papeža ob 10h, kakor je pisal v pismu z dne 22. novembra bratu Lovrencu (Lorenzo) – na koncu konklava, ki se je začel 8. novembra. Ker je bil le subdiakon, je naslednjega dne, 12. novembra, postal diakon Rima, 13. novembra kardinal-duhovnik Rima in 14. novembra škof Rima. 21. novembra 1417 je uradno prevzel položaj papeža, ko je bilo njegovo ustoličenje in kronanje. Z njegovo izvolitvijo je bil končan štiridesetletni zahodni razkol.

Oton si je po svetniku tega dne privzel ime Martin V. Papež je takoj prevzel vodstvo koncila, ki je izdal več reformnih odlokov, želel prenoviti papeško kurijo in sklenil konkordate z nekaterimi narodi-državami. V Konstanci je 22. februarja 1418 izdal bulo Inter cunctas, v kateri je potrdil koncilska odloka, ki sta se nanašala na obsodbo 45 točk Wyclifovega in 30 točk Husovega nauka; dodal je stavke, ki izpovedujejo katoliški nauk in ki jih morajo osumljenci sprejeti kot dokaz, da ne podpirajo herezije. Poleg tega je 10. marca 1418 prepovedal sklicevanje na koncil zoper papeža; s tem je dejansko zavrnil konstanški nauk o nadrejenosti koncila nad papežem, kakor ga je učil odlok Sacrosancta. Jeseni 1420 se je vrnil v Rim. Odločno je nastopil proti najemniškim vojakom in razbojnikom, ki so že dalj časa povzročali hude nemire okoli Rima in ropali ter uničevali še tisto malega, kar je v Rimu ostalo med avinjonskim papeštvom in štiridesetletnim razkolom.

### Vrnitev v Rim
Florentinski paglavci so hodili za papeškim dvorom po mestnih ulicah in prepevali: 
| Transito di Martino (del) Otroška nagajivka Braccio valente – spaventa la gente; Papa Martino – non vale un lupino. | Martinov prehod (del) Bračo silak – boji se ga vsak; Papež Martin – ga ni za en lupin. |

Braccio da Montone je bil res silak: najemnik (condottiere), ki je zasedel velika področja Papeške države, ko so bili papeži v Avignonu, in ko je vladalo več papežev. Papež Martin pa je bil zdaj reven ko cerkvena miš: brez denarja in brez ozemlja. Je pa le imel zanesljiv papeški naslov in duhovno oblast, ki jo je priznavalo vesoljno krščanstvo. Z njegovo izvolitvijo je prenehalo nevzdržno stanje zahodnega razkola, ko je Kristusova Cerkev imela pošastno obliko z dvema, pa tudi s tremi glavami. Gregor XII., ki je bil zakoniti papež, se je dostojanstveno umaknil; Janez XXIII. je čemel zaprt v ječi, Benedikt XIII. pa je bil odstavljen: tako je bil Martin sedaj edini poglavar katoliške Cerkve. 

Iz Konstance se je napotil proti Rimu šest mescev po izvolitvi, 16. maja 1418 – in so ga povsod sprejemali z navdušenjem in spoštovanjem. V Milanu se je srečal z dominikanskim generalom Leonardom Datijem, ki ga je pozdravil z uro trajajočim nagovorom. 

Florenca, ki je doslej podpirala zloglasnega Janeza XXIII., se je 25. februarja 1419 priklonila pravemu papežu, ki si je pridobil celo Bracciovo naklonjenost. V mestu sta cvetela humanizem in renesansa: Bracciolini, Brunellesco, Masaccio in Donatello so lepšali mesto s svojimi renesančnimi umetninami. Toda zanj je bilo bolj pomembno, da si je pridobil bankirja, ki ga bo podpiral denarno. Ko je 9. septembra 1420 zapuščal Florenco, mu je pot proti Rimu odprl prav Bracco, ki ga je imenoval za poveljnika papeške vojske – ter je tako prišel varno v Rim že 30. septembra. Potovanje iz Konstance do Rima je trajalo kar dve leti in štiri mesece, ter se končalo zmagoslavno. 

Z vrnitvijo v Rim je papež Martin skušal ponovno vzpostaviti svojo papeško oblast: njegova vrnitev je pomenila tudi prelomnico v mestni zgodovini. Med avinjonsko odsotnostjo je Rim doživljal dolgo obdoje gospodarskega in umetniškega propadanja. S spretno diplomacijo je Martinu uspelo ohraniti previdno neuvrščenost med stalno se vojskujočima Florenco in Milanom, in je sedaj izročil državne vajeti v roke Colonnove rodbine. Ta pretirani nepotizem, ki bo obremenjeval tudi njegovega naslednika Evgena IV., meče senco na njegovo sicer svetlo podobo. Zgodovinarji mu tega ne zamerijo preveč, saj se je v tej divjini lahko zanesel le na podporo uglednih in učenih, sposobnih in bogatih sorodnikov, ki so mu pomagali napraviti mir in red kot pogoj za razcvit gospodarstva, znanosti in umetnosti. Videz Rima ob papeževem prihodu je bil hudo žalosten, kot nam petdeset let pozneje poroča knjižničar Siksta IV., letopisec Bartolomeo Platina:
Večno mesto je bilo tako opustošeno in redko poseljeno, da je izgubilo vsak videz omikanosti. Palače so bile na robu propada, cerkve so se podirale, ulice so opustele; mesto je bilo blatno, zapuščeno in preobremenjeno z revščino in lakoto. Izginila je sleherna sled meščanske civilizacije.« Prebivalstvo je padlo na 25 tisoč, in je živelo največ zahodno od Tibere. Zaradi pomanjkanja trdne oblasti je bilo mesto stalno prizorišče uličnih bojev. Glavne družine so se naselile v starodavnih antičnih stavbah, ki so jih spremenile v trdnjave: Savelli v Marcelovem, Orsini pa v Pompejevem gledališču. V Baziliki svetega Pavla so čuvali in pasli krave in konje, gospodarska dejavnost pa je tako nazadovala, da je bila zadostna le za golo preživetje. 

### Sveto leto 1423
Svojo veljavo je papež okrepil še zlasti z razglasitvijo svetega leta za 1423, računajoč po Urbanovem določilu, naj se obhaja sveto leto vsakih 33 let, kolikor je Jezus živel. Ta jubilej ni bil kak velik dogodek; v Rim so prispeli le številni Nemci, ki so jih humanisti imenovali barbari. Sveto leto mu je povečalo ugled, čeprav se ga drugi narodi skorajda niso udeleževali, niti Italijani ne. Pobalini bi sedaj prepevali, da je veljal za veliko več kot en lupin
Nordijci pa so nasprotno menili, da je humanistična omika – umetnost in življenje – preveč posvetna, saj se je skušala prilagoditi poganskim Grkom in Rimljanom.
Ob poročanju o prejšnjih svetih letih ni zaslediti omembe »svetih vrat«. Sedaj pa piše letopisec iz Viterba Giovanni Rucellai: 
»Papež Martin je dal odpreti Sveta vrata pri Svetem Janezu v Lateranu.«  Od petih vrat so ena, ki so stalno zazidana, razem v jubilejnem letu; pobožnost, ki jo skazujejo romarji do njenih opek in ometa, je tolika, da kakor hitro so odzidana, jih je ljudski naval odnesel proč in hribovci so jih odnesli domov kot svete relikvije. Tudi to ima simboličen pomen, glede na Jezusove besede, ko pravi: »Jaz sem vrata za ovce. Jaz sem Vrata; kdor vstopi prek mene, bo zveličan; vstopa prosto in najde pašo.«

### Dela
V duhu konstanškega odloka Frequens je sklical sinodo v Pavii, ki jo je potem zaradi slabega obiska in razsajajoče kuge prenesel v Sieno. Odločil se je tudi za sklic novega koncila, ki naj bi se 1431 sešel v Bazlu – vendar je smrt pretrgala njegovo plodonosno delovanje. 

Resno se je lotil izvajanja cerkvene obnove »in capita et in membris« (»v glavi in v udih«), ki jo je zahteval koncil. Zato je zmanjšal število uslužbencev v rimski kuriji, omejil podeljevanje nadarbin, raznih spregledov, izjem in odpustkov, zahteval je več doslednosti in hitrosti v poslovanju kurije. Osebno je bil preprost in neoporečen. Dohodke cerkvene države je uporabil za njeno obnovo. Posebno v Rimu je dal prenoviti številne cerkve, javna poslopja, ceste in mostove. Kardinalom je ukazal, da popravijo in obnovijo cerkev, katere »titulus« (»naslov«) nosijo. Rim je spremenil podobo: iz razpadajočega in propadajočega, nevarnega in močvirnatega naselja je postal zopet obnovljeno in cvetoče, varno in zdravo mesto; zato ga zgodovinarji imenujejo »tretjega ustanovitelja Cerkvene države«.

1429 je sprejel spravo z Gil de Muñoz-om, ki je bil dotlej njegov nasprotnik iz avinjonske oziroma aragonske veje protipapežev, ki so pa že sicer imeli skromno število pristašev. Usoda Klemena VIII. je povezana s prizadevanjem kralja Alfonza V., ki se je potegoval za neapeljsko krono ter je prav zato podpiral Klemena VIII. Njegova kraljica Marija Kastiljska in aragonski škofje so podprli Martina V.. Poleti 1423 je Alfonz prepričal Siensko republiko, da je priznala Klemena, kar je zagotovilo priznanje avinjonske papeške veje tudi v mestu Pavia, ki je spadalo k tej republiki; tam je rimski papež Martin V. sklical cerkveni  zbor. Ko je kralj Alfonz dosegel svoje politične namene, je poslal 1428 delegacijo pod vodstvom Alfonza Borgia, prihodnjega Kalista III., da bi prepričala Klemena, naj prizna rimskega papeža Martina. Klemen je razglasil svoj odstop 26. julija 1429. Zbral je svoje kardinale, naj izvolijo tudi oni za papeža Oda Colonna, da bi s tem potrdili njegovo apostolsko nasledstvo, kar se je tudi zgodilo sredi avgusta. Klemen se je moral »in forma« podvreči spokorno Martinu V., ki mu je zajamčil škofijo na Mallorci.
Konstanški koncil je odstavil vse tri papeže, med katerimi se je Benedikt XII. edini prostovoljno odpovedal papeštvu, ko so sprejeli njegov predlog, da ponovno skliče Konstanški koncil, ki je od tega dne postal tudi cerkveno-pravno veljaven. 
Janez XXIII. se je moral zagovarjati zaradi mnogih hudih obtožb, preden ga je koncil odstavil. Cosso so prepustili v varstvo od nekdaj mu sovražnemu palatinskemu grofu Ludviku III., ki ga je držal zaprtega v svojih gradovih ob Renu. 11. novembra 1417 so za novega papeža izvolili Colonna, ki si je nadel ime Martin V., potem ko je malo prej umrl prejšnji rimski papež Gregor XII.; a palatinski knez je hudo bolnega Cosso izpustil šele naslednje leto, potem ko je bila zanj izplačana visoka odkupnina. Cossa se je zatekel v Florenco, kjer mu je Giovanni di Bicci de' Medici nudil zatočišče in posredoval pri papežu Martinu V., da ga je, potem ko se mu je le-ta poklonil, ponovno imenoval za kardinala-škofa v mestu Tusculum. 
Papež Martin si je prizadeval tudi za ekumenizem, oziroma zedinjenje krščanstva ter je v ta namen sklical ekumenski koncil v Bazlu, vendar ga je sredi dela ugrabila smrt.

### Listine
1. »Documenta Catholica Omnia« (v latinščini). Pridobljeno 6. decembra 2011.
2. Dum onus universalis gregis (1. februar 1431). Obe buli govorita o sklicu ekumenskega koncina.
3. Nuper siquidem cupientes (malo pred smrtjo, 20. februar 1431).

## Smrt in spomin
Umrl je 20. februarja 1431 za kapjo v Rimu. Pokopan je v Lateranska bazilika v kapeli rodbine Colonna, ki jo je sam dal obnoviti. Nagrobno ploščo je prestavil pred glavni oltar Pij IX.. Na epigrafu beremo:
| Latinsko besedilo                         | Slovenski prevod                   |
| ----------------------------------------- | ---------------------------------- |
| Pater patriæ et temporum suorum felicitas | Oče domovine in sreča svojega časa |

### Štetje
Ko si je izvolil ime Martin drugi papež po vrsti s tem imenom 1281, ni bilo jasno, koliko papežev s tem imenom je bilo poprej. Menili so, da so bili trije, in tako je 1281 postal Martin IV.. Temu pa ni bilo tako: kar so smatrali za Martina II. in Martina III., je bil pravzaprav Marin I. in Marin II.; ta dva pa včasih poimenujejo »Martin II.« ter »Martin III.« To je pomaknilo štetje vseh naslednjih Martinov za dve mesti. Papeža »Martin IV.« in »Martin V.« sta bila pravzaprav v resnici drugi in tretji z imenom Martin. 